# Поток (Закарпатская область)
Поток (укр. Потік) — село в Пилипецкой сельской общине Хустского района Закарпатской области Украины.
Население по переписи 2001 года составляло 147 человек. Почтовый индекс — 90021. Телефонный код — 3146. Код КОАТУУ — 2122480402.